# Plurinacionalismo

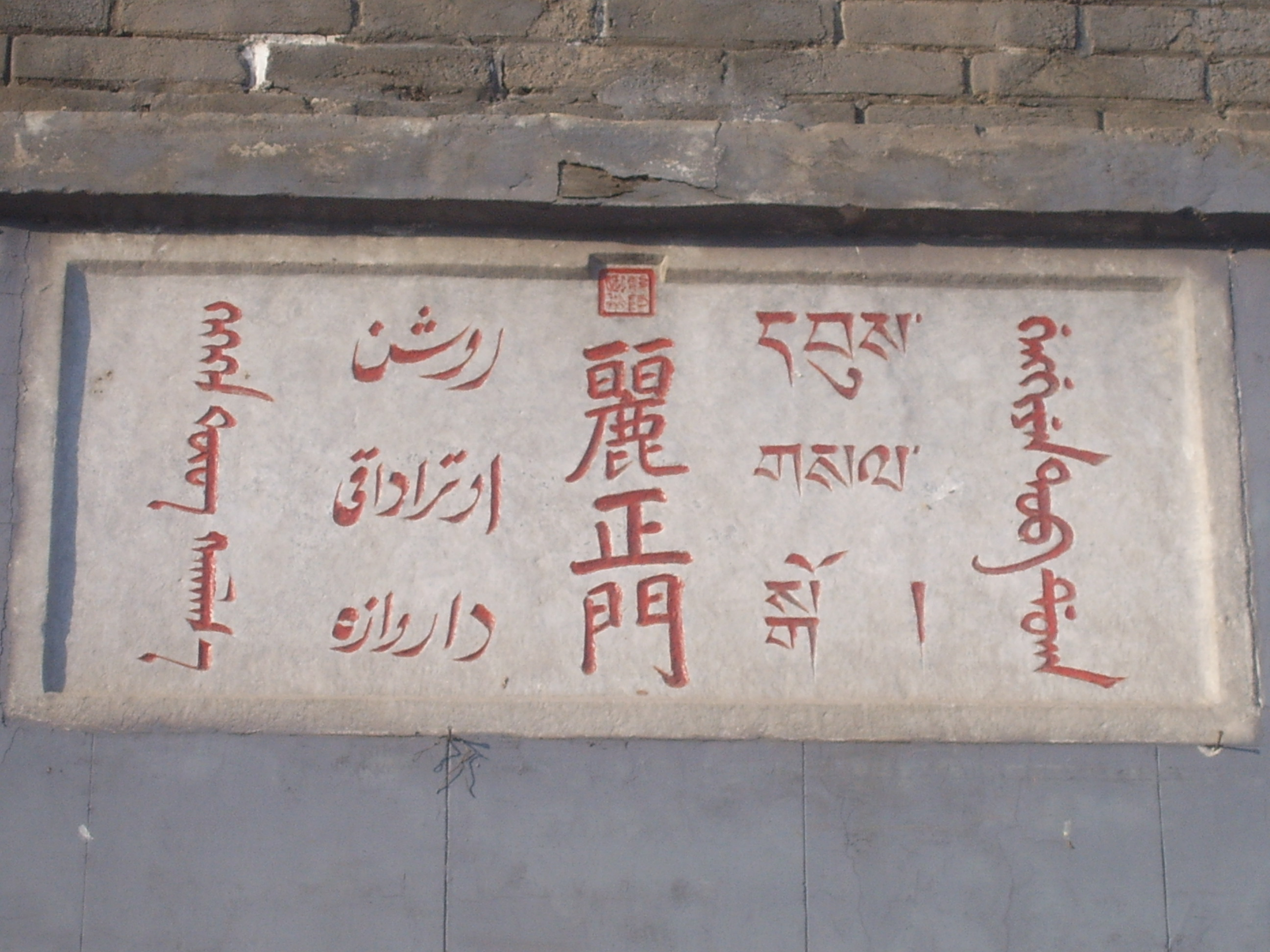
Cartel en mongol, chagatai, chino, tibetano y manchú en la puerta Lìzhèng Mén (丽正门) en Chengde, norte de China.

El plurinacionalismo es un concepto nacionalista que se refiere a la coexistencia de dos o más grupos nacionales —llamados «naciones» o «nacionalidades»— dentro de un mismo gobierno, Estado o constitución.

## Estado plurinacional
En el plurinacionalismo, la idea de nacionalidad es plural, lo que significa que hay varias naciones que forman un cuerpo dentro de una comunidad organizada. Derivado de este concepto, el Estado plurinacional implica la plurinacionalidad, es decir la existencia de múltiples comunidades políticas y una asimetría constitucional: el uso del plurinacionalismo puede ayudar a evitar la división de sociedades en Estados o países. Así, una democracia plurinacional reconoce los múltiples «demos» (grupos de población o pueblos) en un Estado.
Un Estado plurinacional se forma a través de una descentralización política y administrativa: así, el sistema administrativo es culturalmente heterogéneo y permite la participación de todos los grupos y sectores sociales. Los elementos de un Estado plurinacional incluyen por tanto el ser plural, descentralizado y autónomo.